# Isidore Delbreil
Pour les articles homonymes, voir Delbreil.
Isidore Delbreil, né le 25 juillet 1807 à Montauban (Tarn-et-Garonne) et mort le 1er avril 1883 à Montauban, est un homme politique français.

## Biographie
Magistrat, il est maire de Montauban et sénateur de Tarn-et-Garonne de 1876 à 1882. Il siège à droite. Il est le père d'Henri Delbreil, sénateur de Tarn-et-Garonne de 1882 à 1891.

## Sources
- « Isidore Delbreil », dans Adolphe Robert et Gaston Cougny, Dictionnaire des parlementaires français, Edgar Bourloton, 1889-1891 [détail de l’édition]